# Bitka pri Legnici
Bitka pri Legnici (poljsko Bitwa pod Legnicą, nemško Schlacht von Liegnitz ali Schlacht bei Wahlstatt) je bila bitka med Mongolskim cesarstvom in združeno vzhodnoevropsko vojsko, do katere je prišlo 9. aprila 1241 na Legniškem polju v Šleziji. Združeno vojsko so sestavljali Poljaki, Čehi in Nemci pod poveljstvom šlezijskega vojvode Henrika II. Pobožnega, nekaj plemičev in nekaj vitezov vojaških redov, ki jih je na križarsko vojno poslal papež Gregor IX.. Njena naloga je bila zaustaviti prodiranje Mongolov v Evropo. Bitka se je zgodila dva dni pred bitko pri Mohiju, v kateri so Mongoli premagali Madžare.

## Zgodovinski disput
Podatki o sestavi obeh vojsk, taktiki in poteku bitke so pomanjkljivi in protislovni, kar velja tudi za mnoge druge bitke. 
Sodobna revizionistična interpretacija bitke je, da je bila popoln poraz vzhodnoevropskih sil, v katerem so utrpele težke izgube. Znano je, da mongolska vojska ni imela namena prodirati proti zahodu, ampak proti Ogrski, da bi pomagala glavnini svoje vojske zasesti Ogrsko kraljestvo in kaznovati ogrskega kralja, ker je pod svojo zaščito sprejel kumanske begunce. 
Enega od mongolskih poveljnikov, Kadana, so srednjeveški kronisti pogosto zamenjevali z Ögedejevim vnukom Kajdujem, zato je Kajdu pogosto pomotoma omenjen kot poveljnik mongolskih sil v Legnici.

## Ozadje
Mongoli so na svojem prodiranju proti zahodu pričakovali, da se bodo Kumani uklonili njihovi nadoblasti, Kumani pa so namesto tega pobegnili proti zahodu in dobili zatočišče v Ogrskem kraljestvu. Ko je ogrski kralj Béla IV. zavrnil Batu kanovo zahtevo, naj mu preda Kumane, je Subedej začel načrtovati mongolski napad na Evropo. Batu in Subedej naj bi z dvema armadama napadla Ogrsko, medtem pa bi tretja armada pod poveljstvom Bajdarja, Orda kana in Kadana  napadla Poljsko in zaposlila severnoevropske sile, ki bi lahko prišle Ogrski na pomoč. 
Orda kanova vojska je opustošila severno Poljsko in jugozahodno mejo Litve. Bajdar in Kadan sta medtem pustošila po južni Poljski. Najprej sta oplenila Sandomierz, 3. marca 1241 sta porazila poljsko vojsko pri Tursku, 18. marca sta porazila še eno poljsko vojsko pri Chmielniku, 24. marca sta osvojila in požgala Krakov, nekaj dni kasneje pa sta poskušala osvojiti še šlezijsko prestolnico Wrocław (Breslau). Medtem, ko sta se odločala, ali bi Wroclaw oblegala ali ne, sta dobila obvestilo, da je dva dni hoda od Wroclawa češki kralj Venčeslav I. z vojsko 50.000 mož. Mongoli so takoj odšli izpred Wroclawa, da bi prestregli vojsko Henrika II. Pobožnega in preprečili združitev obeh vojsk. Mongolska in Henrikova vojska sta se srečali na Legniškem polju. 

## Sestava armad

### Mongoli
Mongolska vojska je imela največ dva tumena (20.000) vojakov. Njeni največji prednosti sta bili mobilnost in hitrost. Njena taktika je bila sestavljena iz niza navideznih napadov in lažnih umikov široko razpršenih vojaških oddelkov, ki so iz glavnine vojske zvabili manjše enote, katere so kasneje napadli iz zasede in jih uničili. Takšna ustaljena taktika, ki so jo Mongoli uporabili v skoraj vseh velikih bitkah, je zahtevala stalno urjenje in vrhunsko komunikacijo na bojišču, za katero so uporabljali sistem zastav. Mongolski poveljnik je bil vedno na najvišji točki bojišča in je z zastavami prenašal svoje ukaze na svoje komandante in usmerjal njihove premike. Mongolski sistem komunikacij je bil popolno nasprotje okornega evropskega sistema, v katerem so se vitezi bojevali skoraj brez vsake komunikacije s pomožnimi četami. 
Resnično število vojakov je težko ugotoviti. Nekateri evropski viri trdijo, da je bilo v bitki pri Legnici udeleženih več kot 100.000 vojakov. Število je prav gotovo precenjeno. Sodobne ocene, ki upoštevajo mongolsko logistiko 13. stoletja, kažejo, da vojska ni štela več kot 20.000 konjenikov lokostrelcev. Frančiškan C. de Bridia Monachi v svoji  Historia Tatarorum (Zgodovina Tatarov) pravi, da je mongolska vojska štela 10.000 mož, zaradi izgub v prejšnjih bitkah pa verjetno samo 8.000 mož.
Mongolski viri trdijo, da sta v pohodu na Poljsko sodelovala dva tumena vojakov, Subedejev glavni načrt pa je bil uničiti posamezne evropske armade in preprečiti, da bi se združile. 

### Zavezniki
Po mnenju Jamesa Chambersa je vojska Henrika II. štela največ 25.000 mož. V Henrikovi vojski, ki je bila bolj izurjena, so bili njegovi vojaki iz Šlezije, najemniki in zelo majhen oddelek francoskih vitezov templjarjev in hospitalcev. Med manj izurjene čete je spadala vojska Mieszka II. Debelega iz Opol, Moravci sina moravskega mejnega grofa Děpolta III. Boleslava, naborniki iz Velike Poljske in bavarski rudarji prostovoljci iz Goldberga (Złotory).  
Zgodovinar Marek Cetwiński ocenjuje, da je krščanska vojska štela 2.000 mož, medtem ko Gerard Labuda cenjuje, da jih je bilo 7.000-8.000.
Od nekdaj se verjame, da se je zavezniški vojski pridružilo tudi neznano število tevtonskih vitezov. Nedavna Labudova analiza Analov Jana Długosza iz 15. stoletja  domneva, da so nemške križarje pripisali k tekstu potem, ko je Długosz že dokončal svoje delo.
Legenda, da je bil v bitki ubit pruski landmeister tevtonskih vitezov Poppo von Osterna, je zmotna, ker je umrl v Legnici kasneje med obiskom samostana svoje žene.

## Bitka
Henrik je svojo vojsko razdelil v štiri oddelke: bavarskim rudarjem je poveljeval Boleslav Moravski, nabornikom iz Velike Poljske in nekaj Krakovčanom  brat ubitega krakovskega palatina Sulisław, vojski iz Opol in morda nekaj tevtonskim vitezom Mieszko, Henrik osebno pa  Šlezijcem, Moravcem, templarjem in hospitalcem.
V Chambersovem opisu bitke sta spopad začeli šlezijska konjenica in mongolska predstraža (mangudaj). Ko so bili Šlezijsci odbiti, je napadla Sulisławova poljska konjenica in konjenica iz Opol. Mongolska predstraža se je umaknila, konjenica pa jo je zasledovala in se ločila od glavnine poljske pehote. Mongolska lahko konjenica je zatem obkolila Poljake. Mongoli so med bitko uporabili dimno zaveso, ki je prikrila njihove premike in zmedla nasprotnika. Medtem, ko je mongolska lahka konjenica napadala z bokov in težka konjenica čelno, so zaveznike stalno obstreljevali mongolski lokostrelci.
Erik Hildinger trdi, da so napad začeli Boleslavovi naborniki in ne Šlezijci. K temu dodaja, da je potem, ko je poljska konjenica začela zasledovati Mongole, ki so fingirali umik, nek jezdec po poljsko vpil "Teci! Teci!", kar je tako zmedlo Mieszka, da je svojim Opolcem ukazal umik. Zaradi tega umika je Henrik poslal v bitko svoje rezerve in konjenico.
Mongoli so s svojim fingiranim umikom dosegli velik uspeh. Ko so se evropski vitezi ločili od glavnine svoje vojske, so jih napadalci drugega za drugim uničili.
Bitka je opisana tudi v Analih  Jana Długosza, čeprav so bili napisani šele v 15. stoletju in ne v času dogajanj. V analih piše, da je bila Henrikova vojska skoraj v celoti uničena. Henrik in Boleslav sta bila ubita, število padlih pa je ocenjeno na 2.000-40.000. To pomeni, da je bila uničena cela vojska. Veliki mojster templjarjev Ponce d'Aubon je poročal francoskemu kralju Ludviku IX., da je njegov red izgubil devet bratov, tri viteze in dva narednika. Mongolske izgube niso poznane. Če bi se v celoti držali svoje taktike navideznih umikov, bi lahko bile zelo majhne, očitno pa so bile precejšnje, tako da niso tvegali kasnejšega napada na češko armado Venčeslava I.
Mongoli so zaradi lažjega štetja padlih nasprotnikov vsem Evropejcem odrezali desno uho. Pravijo, da so z ušesi napolnili devet vreč. Takšne govorice nimajo nobene zgodovinske vrednosti, tako kot je nimajo podatki o številu Mongolov. Henrika in tri njegove osebne stražarje so na begu ujeli in obglavili, njegovo glavo pa nataknili na kopje in jo po bitki razkazovali po Legnici.

## Zaključek
Venčeslav I. Češki se je po bitki umaknil in čakal na okrepitve iz Turingije in Saške. Pri Kłodzku ga je dohitela  mongolska predhodnica, katero je češka konjenica zlahka odbila. Ker je bila Bajdarjeva in Kadanova glavna naloga preprečiti združitev nasprotnikovih sil, ki sta jo izpolnila, sta zapustila Poljsko in Češko in krenila na jug in se pridružila Batujevi in Subedejevi armadi. Njuna armada je v bitki pri Mohiju 11. aprila 1241 težko porazila ogrsko armado in ji zadala težke izgube. 
Ko je Batu kan izvedel za smrt velikega kana Ögedeja, se je mongolska armada umaknila proti vzhodu. Armada je kljub zmagam imela zelo velike izgube, zato nadaljnje prodiranje proti zahodu ni imelo pravega smisla, po drugi strani pa je bil Batu kandidat za velikega kana in je hotel ohraniti vojsko za utrditev svojega položaja v Mongolskem cesarstvu.
Batu kanovi odnosi z bratranci so bili po Ögedejevi smrti tako slabi, da vse do Mongkejeve izvolitve za velikega kana leta 1251 ni mogel ponovno napasti Evrope. Leta 1255 je umrl in njegovi načrti so ostali neuresničeni. Ko je oblast v Zlati hordi prevzel Berke (1257), je bila država preveč zaposlena s spori znotraj Mongolskega cesarstva, da bi razmišljala o pohodu na zahod.
Mongoli niso nikoli več resno razmišljali o osvajanju zahoda. V Evropo so se odpravljali samo na roparske pohode, ker je bila glavnina vojske zaposlena z obračuni z drugimi mongolskimi kanati. Mongoli pod Burundajevim poveljstvom so leta 1259 uspešno vdrli v Poljsko. Sledil je uspešen vdor leta 1286 in neuspešen vdor leta 1287. Mongole sta obakrat vodila Tulabuga in Nogaj kan. Noben kasnejši vdor na Ogrsko in Poljsko ni bil tako obsežen in uspešen kot tisti leta 1241. Ruska ozemlja na vzhodu so ostala pod oblastjo Zlate horde še naslednjih dvesto let. 
Batu kanov in Subedejev zimski pohod v Srednjo Evropo leta 1241 je bil vsekakor uspešen. Če bi v tistem času ne umrl Ögedej, bi lahko pomenil dobro izhodišče za prodor do »Velikega morja«.